# リバース・グラフィティ

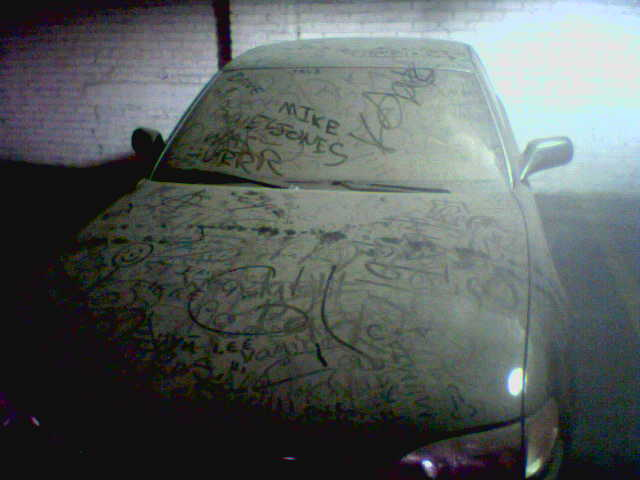
自動車

リバース・グラフィティ（英: Reverse graffiti）は、そのまま日本語に訳すと「逆落書き」のような意味を指す。塗料の類は用いず、例えば排気ガスで汚れた街中の壁などの、描きたい部分のみの汚れを意図的に落とし描く落書き行為のことである。一般的なグラフィティの逆の行為を行うことから「リバース」の語が用いられている。
苔むした壁や、埃まみれの自動車のボンネットをキャンバス代わりにする場合もある。
高圧洗浄機で放水する場合、フリーハンドの他、あらかじめ下書きした型紙を貼ってマスキング（養生）することもある。
目的としては、環境問題や平和へのメッセージ色が込められたものが多い。

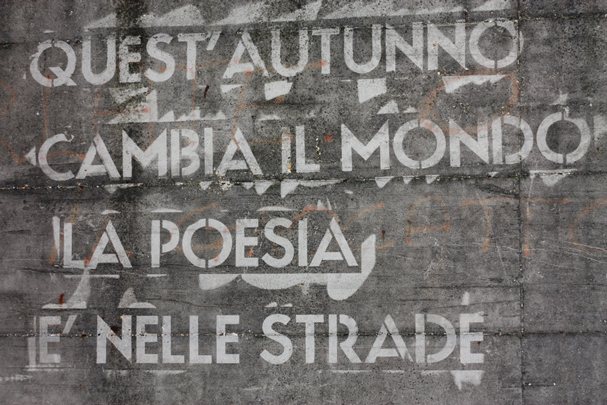
イタリア語
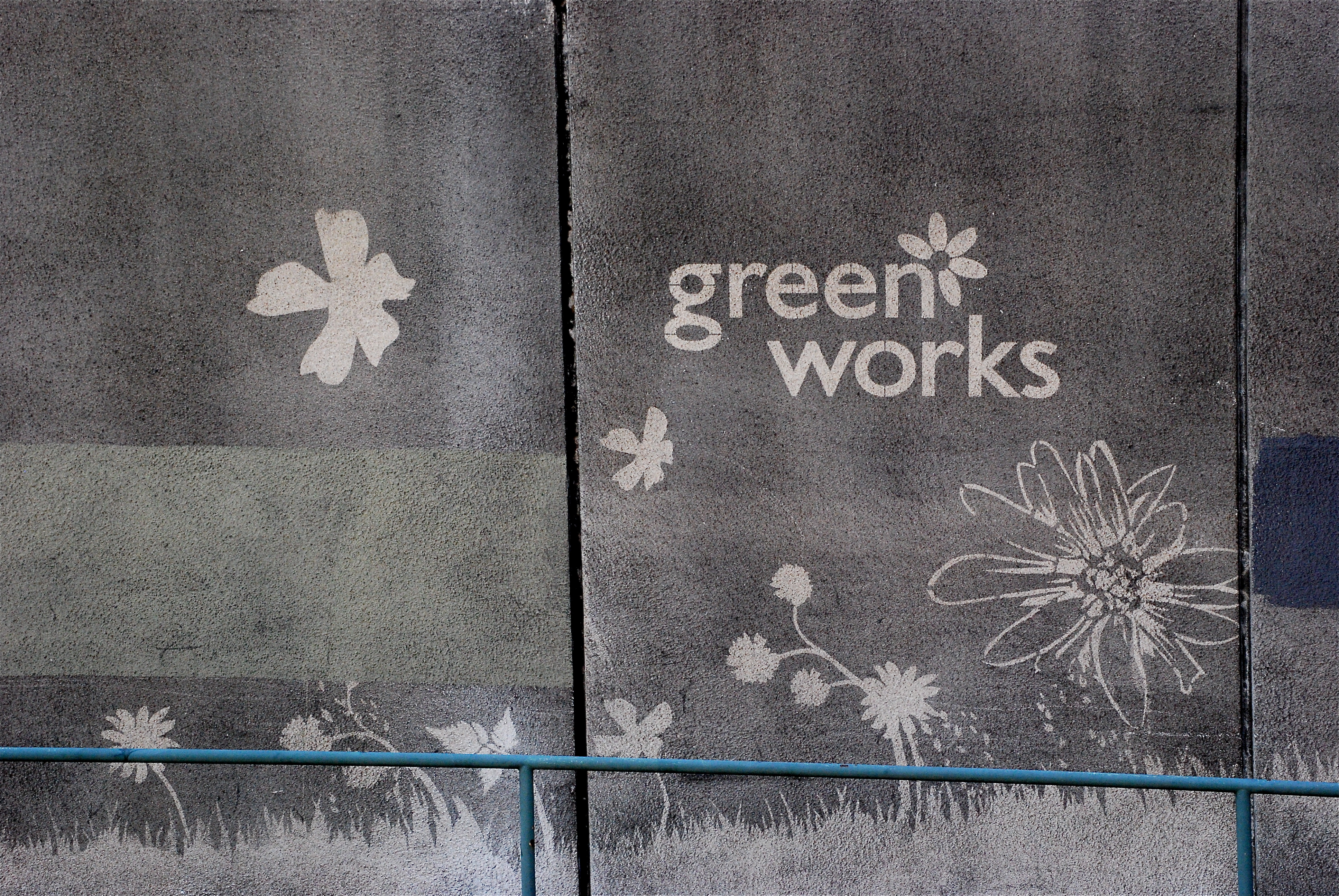
green works
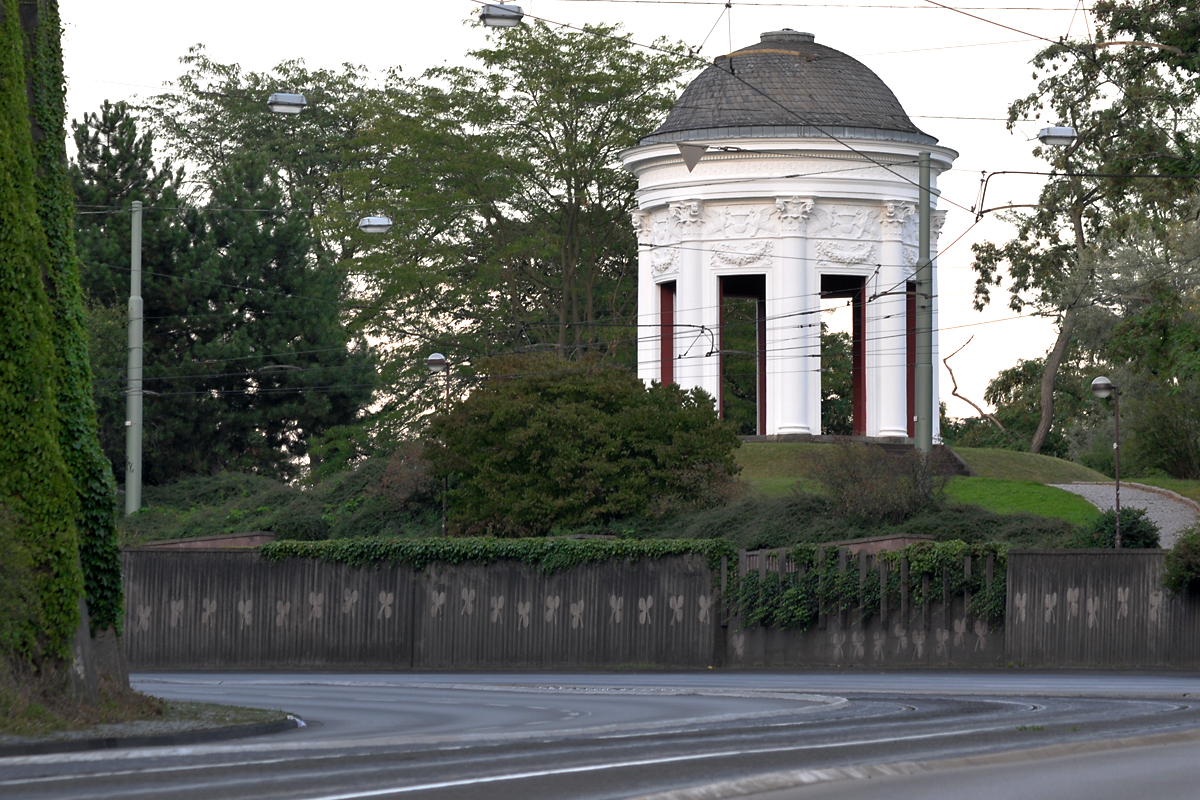
クローバー 1
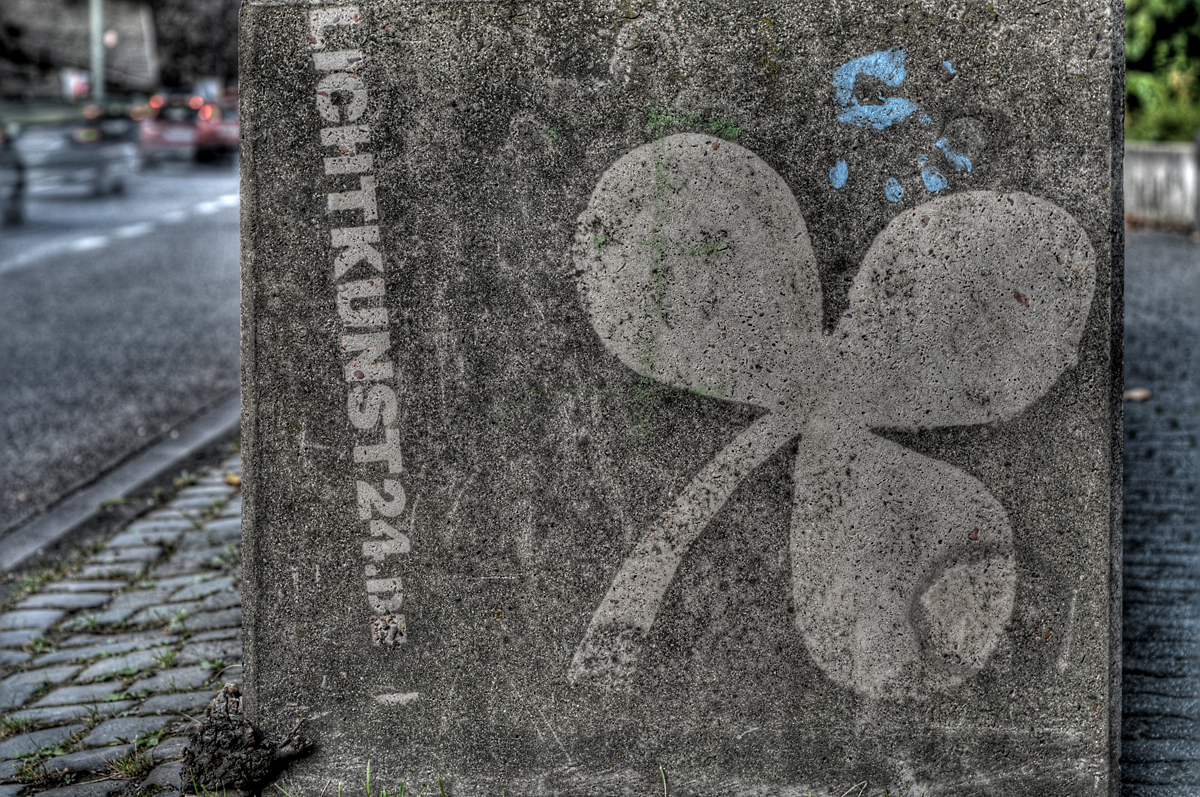
クローバー 2
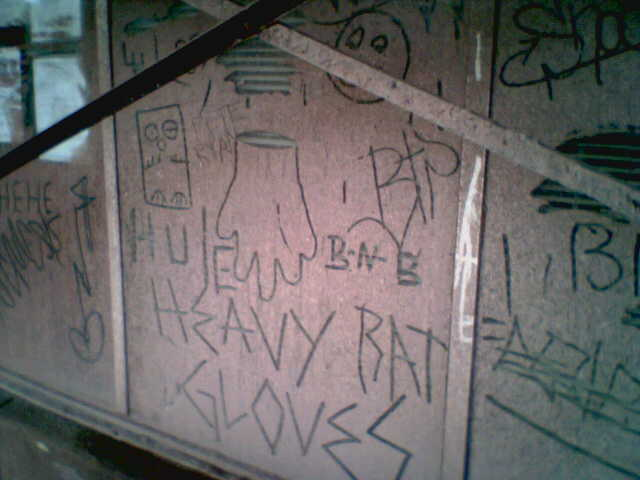
窓 1
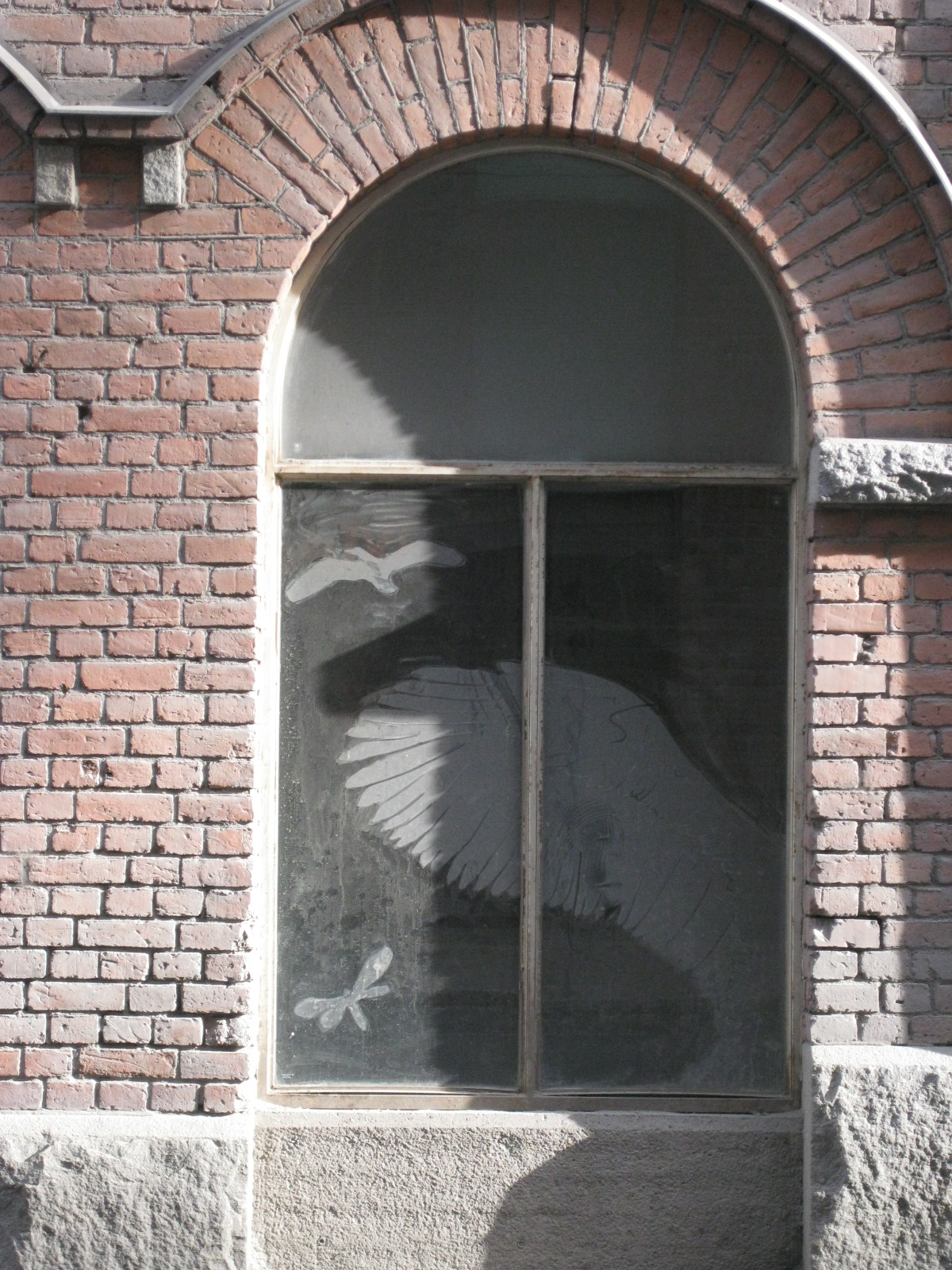
窓 2